# Чижов, Юрий Борисович
Ю́рий Бори́сович Чижо́в (род. 20 февраля 1972) — советский и российский легкоатлет, специалист по бегу на длинные дистанции, кроссу и марафону. Выступал на профессиональном уровне в 1991—2003 годах, чемпион России по кроссу, бегу на 10 000 метров, марафону и полумарафону, призёр ряда крупных международных стартов на шоссе. Представлял Бурятию и Москву.

## Биография
Юрий Чижов родился 20 февраля 1972 года. Занимался лёгкой атлетикой в Улан-Удэ, выступал за Советскую Армию.
Первого серьёзного успеха на международном уровне добился в сезоне 1991 года, когда вошёл в состав советской сборной и выступил на юниорском европейском первенстве в Салониках, где выиграл серебряную медаль в зачёте бега на 10 000 метров.
В 1993 году в составе российской сборной стартовал на чемпионате мира по кроссу в Аморебьета-Эчано, занял итоговое 134-е место. Позднее одержал победу на открытом чемпионате России по полумарафону в Москве, выступил на чемпионате мира по полумарафону в Брюсселе, где показал на финише 48-й результат.
В 1994 году занял 57-е место на кроссовом чемпионате мира в Будапеште, стал бронзовым призёром в беге на 5000 метров на Мемориале братьев Знаменских в Москве, тогда как в дисциплине 10 000 метров получил серебро на чемпионате России в Воронеже. Также на дистанции 5000 метров стал восьмым на Играх доброй воли в Санкт-Петербурге. Участвовал в чемпионате мира по полумарафону в Осло и в чемпионате Европы по кроссу в Алнике, где занял 32-е и 37-е места соответственно.
В 1995 году показал 80-й результат на чемпионате мира по кроссу в Дареме, занял 14-е место в дисциплине 5000 метров на Мемориале братьев Знаменских в Москве, с результатом 2:17:42 финишировал седьмым на Сибирском международном марафоне в Омске.
В 1996 году победил на Тюменском марафоне, занял 12-е место на Лионском марафоне.
В 1998 году среди прочего стал серебряным призёром на чемпионате России по полумарафону в Санкт-Петербурге, превзошёл всех соперников в дисциплине 10 000 метров на чемпионате России в Москве, финишировал четвёртым в 30-киломтеровом пробеге «Пушкин — Санкт-Петербург».
В 1999 году отметился победой в дисциплине 10 км на чемпионате России по бегу по шоссе в Адлере, получил серебро на чемпионате России по полумарафону в Санкт-Петербурге, выиграл пробег «Пушкин — Санкт-Петербург» и Подгорицкий марафон.
В октябре 2000 года на марафоне в Чезано-Босконе установил свой личный рекорд на марафонской дистанции — 2:11:46.
В 2001 году был девятым на Туринском марафоне и пятым на Дулутском марафоне.
В 2002 году завоевал серебряную награду в дисциплине 12 км на весеннем чемпионате России по кроссу в Кисловодске, одержал победу на чемпионате России по марафону, прошедшем в рамках VI Московского марафона «Лужники».
Завершил спортивную карьеру по окончании сезона 2003 года.